# Laderas de Morana
Las Laderas de Morana es un yacimiento arqueológico cuyos orígenes se remontan al Bronce final orientalizante, a partir del siglo VIII a. C., aunque los restos más prominentes corresponden a una ciudad íbero-romana ubicada en la zona este del cerro homónimo, con una altura de 385 metros, cercano a la pedanía de Jauja y la laguna Amarga, en el término municipal de Lucena (provincia de Córdoba, España). Enmarcado al norte por el río Anzur y al este por el arroyo del Infierno, se halla cercano a la antigua vía romana entre Córdoba y Antequera.
Fue inscrito como Bien de Interés Cultural el 13 de abril de 2000 en la categoría de zona arqueológica.Los terrenos fueron adquiridos el Ayuntamiento de Lucena, pasando a titularidad pública, en julio de 2024 tras varios intentos en las últimas dos décadas.

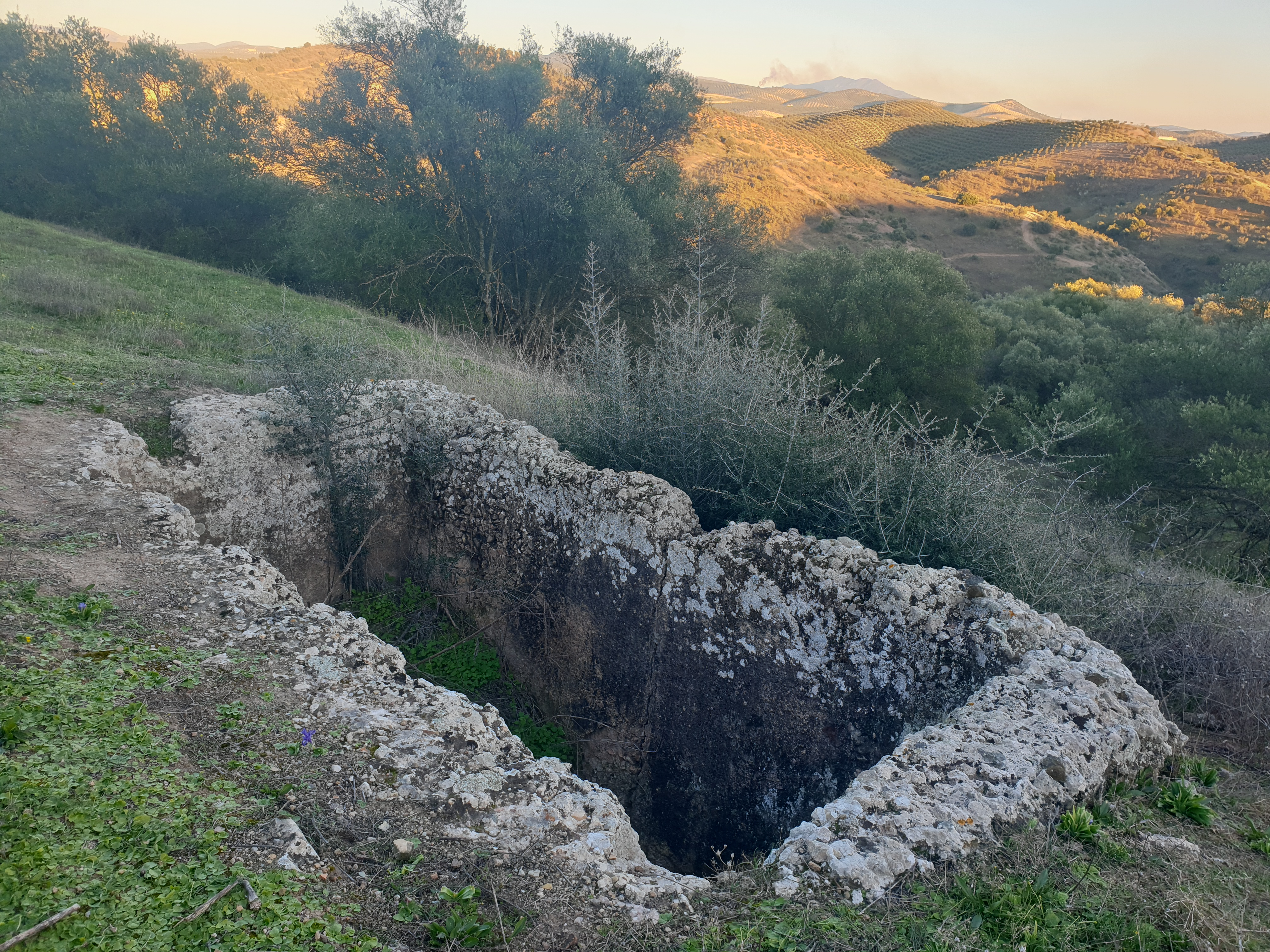
Una de las siete cisternas romanas ubicadas en el yacimiento.

## Historia
Las primeras evidencias de ocupación humana datan del siglo VIII a. C., pertenecientes a la Edad del Bronce, gracias a la aparición de cerámica prehistórica que pudo pertenecer a un grupo céltico. Los posteriores pobladores íberos edificaron un oppidum en el cerro y lo cercaron con una doble línea de muralla: la primera rodea la cima del monte, mientras que la segunda se localiza en la zona más accesible, la ladera sur. En este segundo recinto destaca una atalaya ibérica situada sobre una meseta de altura menor que avanza sobre el terreno circundante. Además, esta doble estructura defensiva estaba protegida por torreones cuadrados que llegaron a alcanzar una altura de tres metros. A unos dos kilómetros de este oppidum o ciudad ibérica, en el cerro Acebuchoso, se encuentra una necrópolis que comenzó a funcionar en el siglo III a. C.
Una vez acaecida la conquista romana de la península ibérica, Morana fue reconvertida en ciudad romana, tal y como le ocurrió a otros asentamientos íberos cercanos. De esta época destacan siete cisternas rectangulares realizadas en opus caementicium y revestimiento de opus signinum para evitar fugas de agua, localizadas en el sector sur del cerro. Su datación probablemente sea del siglo I. También destacan de este momento un almacén, que podía corresponder a una obra hidráulica, y otros restos funerarios, posiblemente una cámara hipogea de cronología no definitivamente determinada. A este hipogeo o santuario se accede por un pasillo de unos 13 metros de longitud de entre 1,4 y 2 metros de anchura hasta llegar a una puerta en arco de medio punto rebajado que da a una habitación circular de casi cuatro metros de diámetro. Según la tradición oral, en el dintel de la puerta de acceso hubo esculpido un rostro humano cuyo paradero se desconoce actualmente.

## Documentación
Las primeras referencias a Morana datan del siglo XVIII, y junto a las del siglo XIX, conformaban una primera fase historiográfica más romántica; habrá que esperar al siglo XX para obtener una visión más científica, aunque sin profundizar. El cronista Francisco López Salamanca considera que Morana podría ser la antigua ciudad de Angellas o Marruca, o quizás sean ambas la misma, mencionadas por el historiador romano Plinio, en el Itinerario de Antonino y en el relato de la guerra civil entre Julio César y Pompeyo.

## Propiedad
El Ayuntamiento de Lucena abrió varios procedimientos para su compra, debido a que se trataba de un terreno en manos privadas, y aunque se anunció en varias ocasiones su expropiación desde su inscripción como Bien de Interés Cultural (en 2003, 2006, 2014, 2017 y 2021), no fue hasta julio de 2024 cuando pasó a titularidad pública.